# 布雷納茲 (新澤西州)
布雷納茲（英語：Brainards）是位於美國新澤西州沃倫縣的普查規定居民點。

## 人口
根據2020年美國人口普查的數據，布雷納茲的面積為0.48平方千米，皆為陸地。當地共有人口194人，而人口密度為每平方千米404.17人。